# Western Australian Academy of Performing Arts
Western Australian Academy of Performing Arts (WAAPA) – australijska uczelnia o kierunkach artystycznych, min.:
- Aktorstwo, teatr muzyczny, teatr Aborygenów
- Taniec, inscenizacja, projektowanie i zarządzanie sztuką
- muzyka poważna, jazzowa i rozrywkowa i technika tworzenia.

Uczelnia mieści się w Mount Lawley (Australia Zachodnia), adres: ECU Mount Lawley Campus, 2 Bradford Street, kod pocztowy: 6050.